# Baía de Banguecoque

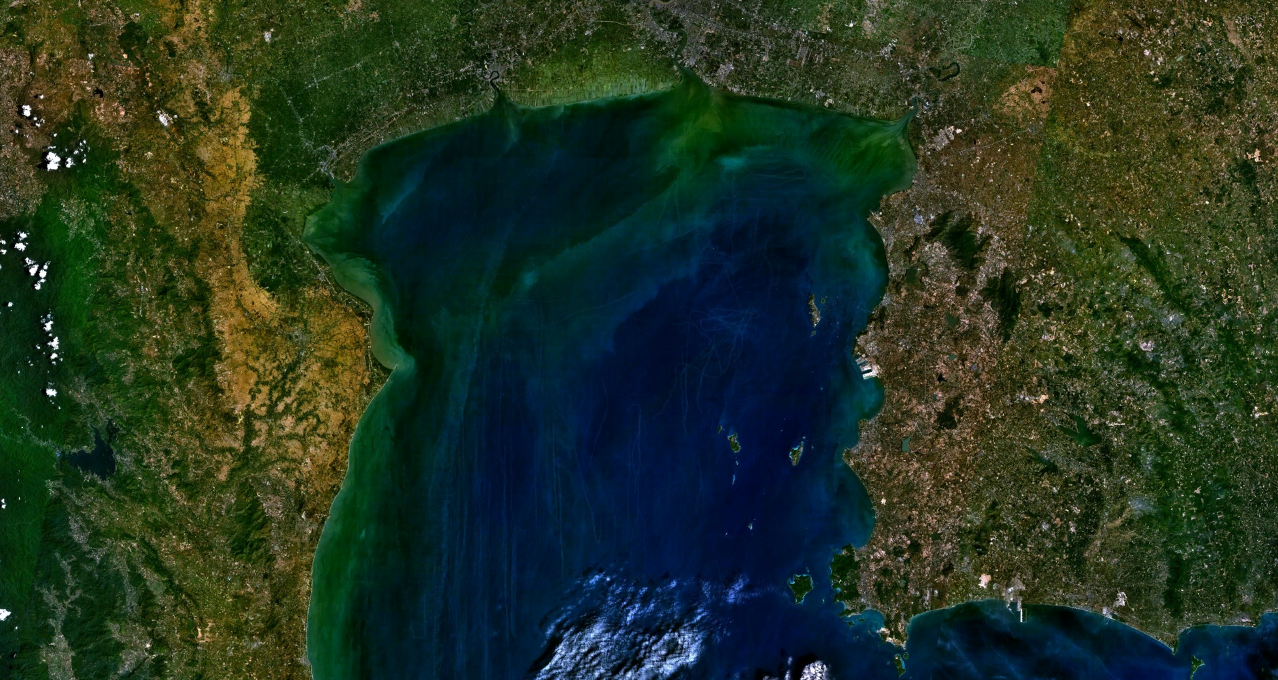
Baía de Bangkok

A Baía de Banguecoque ou Baía de Bangkok é a parte mais setentrional do Golfo da Tailândia, estendendo-se de Hua Hin a oeste a Sattahip a leste. Alguns dos maiores rios do centro da Tailândia desaguam na baía - o Chao Phraya e o seu distributário Tha Chin, o Mae Klong e o Bang Pa Kong.